# Филип Рийв
Филип Рийв (на английски: Philip Reeve) е английски илюстратор и писател, автор на произведения в жанровете детска литература, научна фантастика и фентъзи.

## Биография и творчество
Филип Рийв е роден на 28 февруари 1966 г. в Брайтън, Съсекс, Англия. Има по-малка сестра. Учи в предградието на Уайтхуок на Брайтън. Като ученик се увлича по писането и рисуването.
Първо учи илюстрация в Кеймбриджшърския колеж по изкуства и технологии, а после в Брайтънската политехника. След дипломирането си работи няколко години в малка независима книжарница. Заедно с това участва като режисьор на нискобюджетни филми и комедийни проекти в свободното си време. В края на 1989 г. става илюстратор на свободна практика, като прави илюстрации на около четиридесет детски книги. Едновременно с това започва да пише първия си ръкопис.
Първият му роман „Смъртоносни машини“ от постапокалиптичната поредица „Градове хищници“ е публикуван през 2001 г. Главните герои – Хестър Шоу и Том Натсуърти, са аутсайтери в един постапокалиптичен свят, свят на война на градовете. Заедно с Катрин Валънтайн те трябва да вземат важни за света решения. Книгата става бестселър и е определена за най-добра книга на годината от Американската библиотечна асоциация и наградата на Нестле. Работи се по екранизирането на романа в едноименния филм с участието на Стивън Ланг, Робърт Шийхан и Хера Хилмар. През 2006 г. авторът е удостоен с наградата на „Гардиън“ за детска литература.
През 2012 г. е издаден първият му роман „Гоблини“ от едноименната фентъзи поредица. Всякакви магически създания са в конфликт с хората и себеподобните си. Романът също е предпочетен за екранизация.
Филип Рийв живее от 1998 г. със семейството си в Дартмур.

## Произведения

### Самостоятелни романи
- Here Lies Arthur (2007) – награда „Карнеги“
- No Such Thing As Dragons (2009)
- Railhead (2015)
- Jinks and O'Hare Funfair Repair (2016)
- Black Light Express (2016)

### Серия „Градове хищници“ (Predator Cities)
1. Mortal Engines (2001)
Смъртоносни машини, изд.: „ИнфоДар“, София (2005), прев. Александра Павлова
Смъртоносни машини, изд.: „Егмонт България“, София (2018), прев. Коста Сивов
2. Predator's Gold (2003)
Хищническо злато, изд.: „Егмонт България“, София (2018), прев. Коста Сивов
3. Infernal Devices (2005)
Дяволски устройства, изд.: „Егмонт България“, София (2019), прев. Коста Сивов
4. A Darkling Plain (2006)
Мрачна равнина, изд.: „Егмонт България“, София (2018), прев. Десислава Недялкова

- Traction City (2011) – новела
- Night Flights (2018) – сборник разкази

#### Серия „Треска за трохи“ (Fever Crumb) – предистория на „Градове хищници“
1. Fever Crumb (2009)
2. A Web of Air (2010)
3. Scrivener's Moon (2011)

### Серия „Бъстър Бейлис“ (Buster Bayliss)
1. Night of the Living Veg (2002)
2. The Big Freeze (2002)
3. Day of the Hamster (2002)
4. Custardfinger (2003)

### Серия „Ларклайт“ (Larklight)
1. Larklight (2006)
2. Starcross (2007)
3. Mothstorm (2008)

### Серия „Гоблини“ (Goblins)
1. Goblins (2012)
Гоблини, изд.: „ДуоДИЗАЙН“, София (2017), прев. Михаил Балабанов
2. Goblins Vs Dwarves (2013)
3. Goblin Quest (2014)

### Серия „Начална гара“ (Railhead)
1. Railhead (2015)
2. Black Light Express (2016)

### Участие в общи серии с други писатели

#### Серия „Ужасно известни“ (Horribly Famous)
* Henry the VIII and His Chopping Block (1999) – с Алън Макдоналд
* Horatio Nelson and His Victory (2003)
* Horatio Nelson and His Valiant Victory (2011)
от серията има още 5 романа от различни автори

#### Серия „Доктор Кой 50-годишнина“ (Doctor Who 50th Anniversary E-Shorts)
4. The Roots of Evil (2013)
от серията има още 5 романа от различни автори

#### Серия „Доктор Кой“ (Doctor Who)
12 Doctors 12 Stories (2014)
от серията има още над 100 романа от различни автори

### Новели
- Traction City (2011)

### Разкази
- Get Elvis! (1997)
- The Ghost Wood (2011)
- We Know Where We're Goin (2013)

### Сборници
- Haunted (2011) – със Сюзън Купър, Джоузеф Делани, Бърли Дохърти, Джамила Гавин, Мат Хейг, Робин Джарвис, Дерек Ланди, Сам Луелин, Мал Пийт и Елинор Ъпдейл

### Документалистика
- Pug-a-doodle-doo (2017) – със Сара Макинтайър

### Екранизации
- 2018 Mortal Engines
- ?? Goblins